# 木次バスストップ
木次バスストップ（きすきバスストップ）は、島根県雲南市木次町下熊谷にある松江自動車道のバス停である。木次高速バスストップと称されることもある。

## 停車する路線
| のりば | 愛称               | 会社名                 | 行先                                                 | 備考               |
| ------ | ------------------ | ---------------------- | ---------------------------------------------------- | ------------------ |
| 上り線 | グランドアロー号   | 一畑バス・広島電鉄     | 松江（松江駅）                                       | 特急便・普通便のみ |
| 下り線 | グランドアロー号   | 一畑バス・広島電鉄     | 広島（大塚駅・広島バスセンター・広島駅新幹線口）     | 特急便・普通便のみ |
| 下り線 | 出雲ドリーム博多号 | JRバス中国・JR九州バス | 北九州（小倉駅新幹線口）・福岡（博多バスターミナル） | 夜行便             |

みこと号（広島 - 出雲）は下熊谷バスセンター（三刀屋木次IC周辺）に停車する。

## 歴史
- 2012年3月24日： 吉田掛合IC-三刀屋木次IC間開通に伴い設置。[1]。
- 2012年4月1日： グランドアロー号のダイヤ改正により、特急便のみが停車するようになる。（普通便は従来通り三刀屋木次ICで松江自動車道を降りるため、経由せず。）
- 2013年4月1日： 松江道三次東JCT - 吉田掛合IC間開通に伴うダイヤ改正により、グランドアロー号の経路が国道54号経由から松江自動車道経由に変更されて、普通便を含む全便が停車するようになる。なお、同時に松江道経由に経路変更されたみこと号（広島 - 出雲線）と出雲路号（福岡 - 出雲・松江線）に関しては、三刀屋木次ICで高速を降り、三刀屋地区の中心部にある下熊谷バスセンターに停車するため、ここには停車しない。また、後に経路変更されたメリーバード号 (広島 - 米子線)も停車しない。
- 2013年9月1日： クロスウェイエクスプレスが運行開始。クローズドドアシステムを採用のため、松江行きは降車のみ、尾道・福山行は乗車のみ可能となる。
- 2015年10月1日： 福岡 - 出雲・松江線の愛称変更、経路変更により下熊谷バスセンターから当停留所に停車開始。福岡行きは乗車のみ、出雲行きは降車のみ可能となる。
- 2016年11月13日：この日をもってクロスウェイエクスプレスが利用低迷の為運休。同バス停の高速バス停車は実質2路線に変更。

## 隣
E54 松江自動車道
(5)吉田掛合IC - (BS)木次BS - (6)三刀屋木次IC